# Alessandro Sidoli
Alessandro Sidoli (Cremona, 30 luglio 1812 – Milano, 21 luglio 1855) è stato un architetto, pittore e disegnatore italiano.
Particolarmente attivo nella città di Milano, fu professore aggiunto alla cattedra di Prospettiva presso l'Accademia di Bella Arti di Milano. Fu autore nel 1843 di un progetto per il Cimitero monumentale di Milano che fra numerose polemiche e sospetti di corruzione non vinse però il concorso; del progetto di Villa De Vecchi a Cortenova in provincia di Lecco; realizzò le decorazioni per tre grandi sale di Palazzo Visconti di Modrone, per quelle del palazzo del Marchese Crivelli, del palazzo dell'avvocato Giovanni Battista Traversi e del Palazzo Confalonieri; decorò inoltre il Municipio di Broni e progettò il Mercato coperto di Stradella, ancora in costruzione il giorno della morte. Fu inoltre autore di numerosi disegni di architettura poi pubblicati postumi dal Giornale dell’ingegnere, architetto e agronomo. Morì prematuramente a Milano nel luglio 1855; dopo le esequie celebrate presso la chiesa di San Marco, trovò sepoltura nel cimitero della Mojazza, oggi non più esistente.